# ستاد فرماندهی جنگاوری ویژه نیروی دریایی ایالات متحده آمریکا
ستاد فرماندهی جنگاوری ویژه نیروی دریایی ایالات متحده آمریکا (انگلیسی: United States Naval Special Warfare Command) در تاریخ ۱۶ آوریل ۱۹۸۷ به عنوان نماینده نیروی دریایی در ستاد فرماندهی عملیات ویژه ایالات متحده آمریکا تشکیل شد. وظیفهٔ این ستاد تهیه چشم‌انداز، منابع، رهبری، هدایت دکترینال و نظارت برای اطمینان از آمادگی نیروهای ویژه دریایی برای دستیابی به الزامات عملیاتی فرماندهان نظامی است.